# Elaine Kao
Pour les articles homonymes, voir Kao.
Elaine Kao est une actrice américaine de cinéma, de télévision et de théâtre.

## Filmographie

### Cinéma
- 2011 : Bridesmaids
- 2010 : Wedding Palace : Susie Choi
- 2009 : Funny People : Mom
- 2005 : Red Doors : Julie Wong
- 2003 : Rise to Honor (voix)
- 2003 : Chapter 21 : Mommy
- 2003 : Red Thread : Delia
- 2002 : A Ribbon of Dreams : Linda Ahn

### Télévision
- 2010 : NCIS : Los Angeles : Xue-Li
- 2010 : In Gayle We Trust : Jill
- 2009 : Cold Case : Affaires classées : Stacy Lee
- 2009 : 24 heures chrono : 2nd Flight Attendant
- 2008 : Eleventh Hour : Hospital Orderly
- 2008 : How I Met Your Mother : Girl From Couple
- 2007 : The Closer : An-Li Wong
- 2007 : Entourage : Maxie
- 2005 - 2007 : Grey's Anatomy : NICU Nurse
- 2007 : Supreme Courtships : Docteur
- 2006 : Big Day : Dr Yang
- 2005 : Juste cause : Newswoman
- 2005 : Larry et son nombril (Curb Your Enthusiasm) : Miyuki
- 2005 : Six Feet Under (Six Feet Under) : Courtney
- 2005 : The Catch : Mrs. Yasasui
- 2004 : Girlfriends : Sarah
- 1994 : All-American Girl : Tammy